# Johan Airas
Johan Airas de Santiago fue un trovador gallego del siglo XIII. Su obra es de las más extensas que se conservan de la lírica galaico portuguesa.

## Biografía
Apenas hay datos sobre su vida. Procede de una familia burguesa de Santiago de Compostela, según él mismo manifiesta en alguna de sus composiciones. De su obra se deduce que estuvo activo en la corte de Alfonso X y que también compuso en tiempos de Sancho IV. Tiene alguna composición ambientada en la ciudad de Santiago de Compostela.

## Obra
Se conservan 81 de sus obras, entre cantigas de amor, cantigas de amigo, sirventés y cantigas de escarnio. Su estilo literario difiere del resto de compositores de cantigas de amigo, ya que no recurre al simbolismo típico de este género, sino que parece buscar una renovación utilizando recursos supuestamente autobiográficos y estribillos populares en su época.
Su obra poética se encuentra en el Cancioneiro da Biblioteca Nacional y en el Cancioneiro da Vaticana como apócrifos 